# 애트나
애트나(Aetna, Inc.)(NYSE: AET)는 미국의 의료 보험 회사이다. 사업은 다각화되어 있으며, 전통적인 소비자 주도형 의료보험 상품 뿐만 아니라 의료, 제약, 치의료, 정신건강, 그룹형 보험(group life), 장기 의료보험, 장애자 보험 등 관련 서비스들을 제공한다. 애트나는 포춘 100 목록에 올라 있다.

## 역사

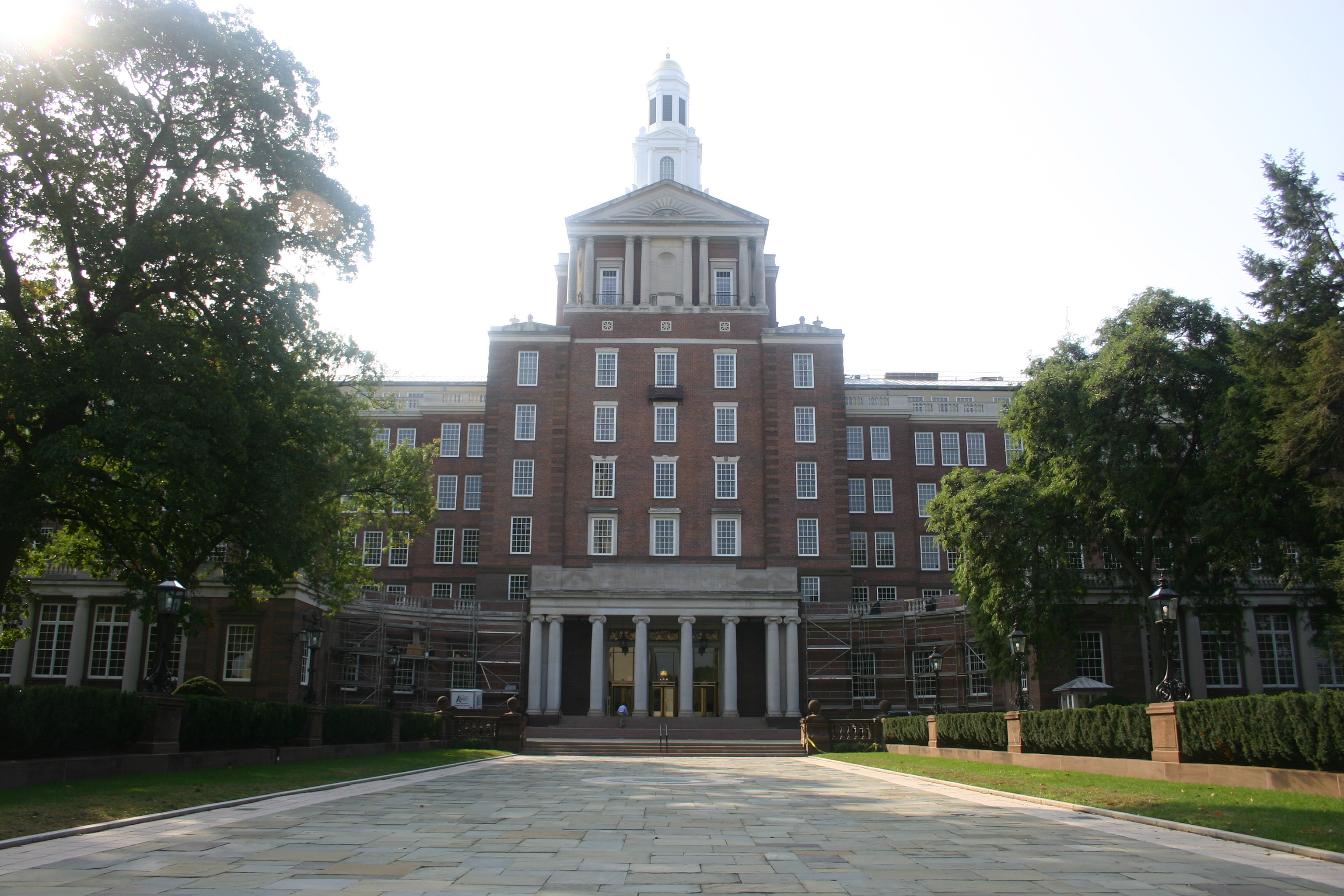
하트퍼드의 애트나 빌딩

애트나는 애트나 보험사의 자회사이다. 애트나 보험사는 1853년부터 생명 보험을팔던 하트퍼드에 있는 회사이다.
1867년, 애트나는 회사 최초의 농장 모기지 대출을 시작하였다. 1924년, 애트나는 농장 모기지 대출에 9천 4백만 달러를 투자하고 있었다. 자산가치로 따졌을 때, 회사 자산의 43 퍼센트 비율이었다. 1947년, 농장 모기지 대출 사업을 접었다.
1960년, 이 회사는 미국 밖으로 나가 캐나다 회사 하나를 흡수 합병하였다. 회사 이름은 엑셀시오르 생명보험(Excelsior Life Insurance Company)이었다. 1968년, 애트나는 오스트레일리아 시드니에서 영업하던 프로듀서'즈 앤드 시티즌'스 코포레이티브 어슈어런스 컴패니(Producer's and Citizen's Cooperative Assurance Company)의 지분 대부분을 사들였다. 1981년, 애트나는 칠레 기업 두 곳의 지분 40%씩을 사들였으며, 영국, 스페인, 홍콩, 대만, 인도네시아, 한국의 신생 기업들에 투자하였다.
1998년, 애트나는 NYLCare 헬스 플랜즈(NYLCare Health Plans) 사를 10.5억 달러에 사들였다. 보험 가입자 수가 220만 명 늘어났다. members,. 다음 해, 애트나 프루덴셜 의료보험(Prudential HealthCare) 사를 10억 달러에 사들였다. 이로써, 애트나는 미국에서 가장 큰 의료보험 회사가 되었다. 가입자 수는 2 천 1 백만 명에 달했다.
2000년, 애트나는 금융 서비스 및 해외 사업 부문을 77억 달러 가격에 ING에 매각하였다. 건강 사업(health business)을 분리하여 일부 주주들에게 매각하였다. 애트나는 개인 의료보험과 그룹형 의료보험 사업에 집중하기 시작하였다.
2002년, 애트나와 약 70만 명의 의사 및 의료계와의 소송이 끝난 후 애트나는 일련의 조치를 취했다. 의사소통을 능률화할 것이며, 행정상의 복잡도를 감소시킬 것이라는 것이었다. 이 합의 결과 중요한 의료보험 이슈를 다루는 독립 재단인 Physicians’ Foundation for Health Systems Excellence가 창립되었다. 또한 의사 고문 위원회가 만들어졌다.
애트나는 인신 매매에 연루된 의료보험 기업 중 하나이다. "2002년까지 인신 매매에 연루된사기업들에 대한 9 건의 소송이 준비 중이며, 이에는 1850년부터 생명보험업을 해온 애트나가 포함되어 있다. "

## 영업 이익
2007년, 이 회사는 276억 미국 달러의 매출을 거두었다. 2006년 순이익은 17.02억 미국달러였다.

### 가입자 수
가입자수는 다음과 같다:
- 1685만 3천 명 — 의료보험 가입자
- 1340만 6천 명 — 치과 의료보험 가입자
- 1073만 2천 명 — 약국 의료보험 가입자
- 1368만 명 — 그룹형 보험 가입자
- 82만 명 이상 — 의료 관계자
- 47만 8천 명 이상 — primary-care 의사 및 전문가
- 4727 개 — 병원

## 같이 보기
- 휴매나
- 시그나